# ラキスにおまかせ
『ラキスにおまかせ』は、桑田淳による日本のライトノベル。イラストは秕帷苓が担当している。富士見ファンタジア文庫（富士見書房）より、2003年1月から2004年5月にかけて全3巻が刊行された。第14回ファンタジア長編小説大賞の佳作受賞作品である。なお、ドラゴンマガジン（富士見書房）の2003年3月号に『ラキスにおまかせ 大氷原の大きな鳥』、2004年2月号増刊（ファンタジアバトルロイヤル）に『ラキスにおまかせ 魔女の森に住む陽気な植物』が掲載された。

## ストーリー
帝国歴637年、プロペティア帝国のオーウェル二世は知恵有る龍を食したいと無理難題を言い出した。国の重鎮たちは5人の勇者を選抜し、5人に皇帝は知恵有る龍を食すための材料諸々を持ってくるように勅命を出す。宮廷魔術師団に所属するラキス・フレーバーをリーダーとして波乱の宝物探しが幕を開ける。

## 登場人物

### 主要人物
ラキス・フレーバー
本作の主人公。宮廷魔術師団所属の18歳女性。魔術師団の階級は『見習い』だが、捜索の勅命のため臨時で『師』に昇格。1巻の終わりに正式に昇格する。法衣の色は『深紅』。宮廷魔術師団の『師』は有事の際に帝国軍大隊の指揮権を有することから5人の勇者のリーダーに任命された。魔力数値は137で宮廷魔術師団に入るための条件である150を大幅に割り込んでいるが、魔力増幅技法によって150以上を維持したり、資料分析を怠らない努力家。直感で動き、無意識に敵を作る性格で、行く先々でトラブルを作る。魔力を限界以上に増幅させようとすると髪が紅へと変化する。幼い弟妹達と病気の両親がいる。また、兄のエバートを事故で数年前に亡くしている。
ロイヤル・ハーツ
中央騎士団所属の28歳男性。名前はハーツと呼ばれている。騎士団の階級は小隊長。均整のとれた野性味のある顔立ちで人気が高く、両手持ちの大剣から繰り出される剣技に比肩する者は少なく、また平民出身であることと、性格がさっぱりしていることから他の騎士団員に慕われている。元は冒険者で『雷雲』の二つ名を持つ。本名は別にあるが、本人は秘密にしたがっている。ラキスの兄・エバートとは親友であり、彼の死後はラキスを特に気にかけている。ラキスにとっては兄のような存在。
メルフィ・アンブラッド
帝国情報局所属の女性エージェント。年齢は不詳（描写はラキスと同年代程度）。明るく素直で優しい上にドジというエージェントには向かない性格だが、身体能力が高く特殊エージェントとして帝国情報局に籍を置いている。帝国の孤児院出身。
グレン・フォード
探求者を生業とする20歳男性。外務省の依頼で案内人を務める。父は伝説の探求者として知られる『マスター・ロード』エーデル・フォード。トラップの製作や霊薬の管理など、パーティの雑務をこなす常識人。理路整然とした物事を運び、最終的な目的に達しようとする性格で臨機応変なラキスとはしばしば衝突する。
マイルズ・キュベルウィン
熟練冒険者という触れ込みで内務省に推薦される。30歳前半ぐらいの男性。一癖も二癖もあるような言い回しと、飄々とした態度をとる。ハーツと本気で剣を交える技量を持つ大剣使い。内務省長官のハロルドとは旧知の仲らしい。
オーウェル二世
プロペティア帝国の現皇帝。あまり身体は丈夫ではなく、政務を真面目にこなす青年。酒、煙草もやらず、女性にも差して興味がない。文官の勧めで食に興味を持つようになったが、そのときの一言で『知恵有る龍』を食したいと欲するようになり、これを達成するための勅命を出した張本人。後に龍であるヴェルフェルと密約し、龍と融合し神となることを欲する。
ゼラーエフ師
宮廷魔術師団の筆頭宮廷魔術師で五大老の1人。老齢の男性。ラキスの直接の上司となる。才ある者を愛するが、時には部下を駒の様に扱う冷徹さを持ち合わせている。階級は『師』であり、筆頭宮廷魔術師のため、他の師の階級を持つ者からも単に『師』と呼ばれる。法衣の色は『蒼』。
クリス・マクドール
宮廷魔術師団に所属する魔術師で、30代前半の女性。ゼラーエフ師の秘書的存在。ラキスに対してささやかながらも助力してくれる宮廷魔術師団内での味方。ラキスの魔力不足であるにも関わらず宮廷魔術師団の試験に合格したことを察知している1人。階級は『師』、法衣の色は『緑』。
ヴェルフェル
知恵有る龍であり、かつて帝国軍と戦った際に返り血で身体が赤く染まったことから紅龍とも呼ばれる。神になることを欲し、そのためにオーウェル二世に条件付きで食べられても良いという。傍若無人な性格ではあるが、大局を見据える慧眼を持ち合わせる。人間の姿をとると渋い壮年の男性になる。ラキス曰く性悪龍。
エイブル
龍の幼生で、知恵有る竜。ヴェルフェルの使い魔をしており、ラキスたちと行動を共にする。

### 各巻に登場する人物

#### 第1巻
グーセン師
宮廷魔術師団に所属していた魔術師の男性。ラキスの前に『深紅』の法衣を纏っていた『師』で表向きは引退したことになっている。その実は数年前に何者かによって殺害されている。
カーフェル大司教
三神聖教の最高指導者。ラキスたちの神剣捜索を利用し、帝国による人災を装って勢力拡大を目指そうとしたが、それが明るみに出たことにより失脚する。
ルーファス高司教
断罪の神リファの使徒で三神聖教の高司教。魔力数値は450以上であり、ラキスの魔法が通用しなかった。神剣を操りラキスたちを追い詰める。

#### 第2巻
グラード
ドワーフ族の王であり、地底王国の半分以上を統べる。自身も屈強な現役の戦士である。後に地底世界に青空をもたらすために世界樹の枝を持ってくるようにラキスに依頼する。
ドルウェル
知恵有る龍であり、髪が蛇に変化する姿から蛇龍と呼ばれる。専ら妙齢の人間女性態をとり、龍の形態についての描写は無い。神になるためにプロミネンスの炎を奪おうとする。

#### 第3巻
アニス
世界樹の森に住むハーフ・エルフ。金色の短髪の女性。数年前に緑エルフ族に拾われて以来、戦闘指揮官を任されている。火の聖獣を召喚できる。パメラの異父姉妹（アニスが妹）。
パメラ
白エルフ族の代表。銀色の長髪の女性。火の聖獣を召喚できる。白エルフ族を虐殺した緑エルフ族と戦うために黒エルフ族と手を組んでいる。アニスの異父姉妹（パメラが姉）。
ガーベル
黒エルフ族の族長。知的な印象を受ける長身の男性。緑エルフ族と戦うことに消極的。エルフ族最強の戦士。
エルゼンバッハ
緑エルフ族の族長。切れるような細い目をした背筋が凍るような鋭い美貌の女性。族長となる前はエファメラという名前で、緑エルフ族としては珍しく人間社会と交流した。その際に人間との間に子供をもうけるが、既に子供は死んでいる。かつて代替の儀式により多数の犠牲を払いつつ、邪悪を封じ込めることに成功したが、これを完全に封じ込めることが出来ず長い年月を経て精神が蝕まれ、最後は世界樹を枯らせ封印された邪悪を解き放つことで世界を滅ぼそうとする。

## 用語

### 龍料理に関する用語
勅命（ちょくめい）
ここでいう勅命は龍料理をするための材料をそろえるという皇帝の命令のこと。またこの勅命を失敗することを前提として選抜された5人のことを5人の勇者という。
龍料理（りゅうりょうり）
皇帝のわがままで始まった知恵有る龍の料理のこと。神剣エーデルハント、ルブラードの盾、ミューザの鎧、プロミネンスの炎、世界樹の薪、紅龍ヴェルフェルが必要とされている。
神剣エーデルハント
かつて魔を滅ぼすために神から使わされたといわれる剣で三神聖教が秘匿しているらしいという情報がある。龍料理のために包丁に加工するために捜索命令が出された。
ルブラードの盾
かつて邪神の進入を阻んだとされる盾。神剣の包丁を受け止めるためのまな板候補。
プロミネンスの炎
始源の炎と呼ばれるドワーフ族が守護する炎。耐火能力の高い龍を料理するための火力として候補に挙がる。
世界樹
始源の木と呼ばれるエルフ族の守護する木で不知火の森にある。プロミネンスの炎の効力を失わないための薪として候補に挙がる。自らを邪悪を滅ぼすために滅せよとエルフ族に伝えている。
ミューザの鎧
ファーレン神聖王国の国宝であり、かつて神龍と呼ばれた龍の炎を受けきったとする鎧。プロミネンスの炎でも融けない鍋として候補に挙がる。

### その他の用語
プロペディア帝国
エベルシアと呼ばれる大陸にある大帝国。絶対権力者としての皇帝を頂点として、貴族制と官僚制によって統治運営される。貴族は封建的社会制度に組み込まれ、大貴族となれば一切の官僚試験も受けることが出来ない。実質は宮廷魔術師団、帝国軍、帝国情報局、外務省、内務省が帝国としての統治運営を行っている。
五大老（ごたいろう）
国を実質動かしている筆頭宮廷魔術師、中央騎士団長、帝国情報局局長、外務省長官、内務省長官の5人のこと。
宮廷魔術師団（きゅうていまじゅつしだん）
筆頭宮廷魔術師を長とする魔術師団。言霊という特殊な呪文を用いて魔法を行使する集団で、入団には魔力と知識が問われる。15歳から入団試験を受験できるが、魔力数値が150以上（一般人は120程度とされる）なければ足切りされるうえ、内部はかなりの実力主義。構成は21人の『師』、『士』、『見習い』であり、426名が在籍している。首都にある朱雀の塔が本拠地。
魔法（まほう）
宗教関係者が使う魔法は神聖魔法といい、宮廷魔術師や一般の魔法使いが使う魔法とは属性が違う。神聖魔法は正、魔法は負の力であり、その両方を扱うことが出来ない。
言霊（ことだま）
宮廷魔術師団で用いられる魔法の呪文。高い魔力が無ければ行使自体が難しい。詠唱に用いられる言葉は意味不明であるが、大掛かりなものになるほど詠唱時間が長くなる。言葉を録音し、後に再生するといったことも可能。
宮廷法衣（きゅうていほうい）
宮廷魔術師団で『師』のみが纏う事を許される法衣。『師』はそれぞれ色の異なった法衣を着用する。中でも『深紅』は魔法使いにとって本来忌むべき色であり、この法衣を纏う者は忌むべき任務を負うことが多い。
魔王の錫杖（まおうのしゃくじょう）
エーデルハントを滅ぼすために魔王が作り出したとされる錫杖。神剣エーデルハントの封印に使われていたが、ラキスによって封印が解かれて以降はラキスの魔力増幅に利用される。
浮遊岩（ふゆういわ）
世界中にある大小の様々な岩。浮かんでいる原因は不明。神剣を巡る事件で世界中の浮遊岩が落下、世界中に被害をもたらした。
魔法使い組合（まほうつかいくみあい）
宮廷魔術師団に入ることの出来なかった者が組織する民間団体。宮廷魔術師団とは険悪。
三神聖教（さんしんせいきょう）
法と秩序の神エシュヌ、断罪の神リファ、生命の神グレマーの3神を信仰するアグフィール神殿を拠点とした宗教。神剣エーデルハントを秘匿しているとされる。帝国の国教ではないが、第1巻では帝国内の貴族に支持されていると言及されている。神剣を巡る事件でその勢力は衰退する。
ドワーフ族
地底世界に住む種族で、プロミネンスの炎を守護する。主食は岩。勇猛果敢な種族であり、戦闘能力が非常に高い。
エルフ族
不知火の森に住む種族で、世界樹を守護する。その役割から世界樹を世話する銀髪の白エルフ、外敵を世界樹に近づけないための緑髪の緑エルフ、外敵を森に入れないための黒髪の黒エルフの3種族がいる。

## 既刊一覧
- 桑田淳（著）・秕帷苓（イラスト）、富士見書房〈富士見ファンタジア文庫〉、全3巻
  - 『ラキスにおまかせ すべては勅命のままに』、2003年1月25日初版発行（1月20日発売[3]）、ISBN 4-8291-1488-6
  - 『ラキスにおまかせ 明るい未来の探し方』、2003年5月25日初版発行（5月20日発売[4]）、ISBN 4-8291-1523-8
  - 『ラキスにおまかせ 森とエルフのすれ違い』、2004年5月25日初版発行（5月20日発売[5]）、ISBN 4-8291-1612-9